# Microlicia martiana
Microlicia martiana är en tvåhjärtbladig växtart som beskrevs av Otto Karl Berg och José Jéronimo Triana. Microlicia martiana ingår i släktet Microlicia och familjen Melastomataceae. Inga underarter finns listade i Catalogue of Life.